# Pilea cyclophylla
Pilea cyclophylla är en nässelväxtart som beskrevs av Ignatz Urban och Ekman. Pilea cyclophylla ingår i släktet pileor, och familjen nässelväxter. Inga underarter finns listade i Catalogue of Life.